# Пучков Андрій Олександрович
Пучко́в Андрі́й Олекса́ндрович (англ. Andrii Puchkov; нар. 4 березня 1970, Київ) — український архітектурознавець, культуролог, історик. Заслужений діяч мистецтв України. Член-кореспондент Національна академія мистецтв України.

## Життєпис
Закінчив з відзнакою архітектурний факультет Київського інженерно-будівельного інституту (1993; нині — Київський національний університет будівництва і архітектури).
Доктор мистецтвознавства (2012, 26.00.01 — теорія та історія культури), кандидат архітектури (1996, 18.00.01 — теорія архітектури, реставрація пам'яток архітектури), старший науковий співробітник зі спеціальності теорія та історія архітектури, реставрація пам'яток архітектури (1996), доцент по кафедрі основ архітектури і архітектурного проектування (1999), професор за спеціальністю теорія та історія культури (2014). Кандидатська дисертація присвячена дослідженню архітектурознавчої спадщини Олександра Габричевського; докторська — поетиці античної архітектури.
Заслужений діяч мистецтв України (2016).
Член-кореспондент Національна академія мистецтв України за секцією естетики та культурології відділення синтезу пластичних мистецтв (2024).
Працював у Державному НДІ теорії та історії архітектури (1993—2003; з 1995 — учений секретар), Видавничому домі А. С.С/А+С, Інституті проблем сучасного мистецтва Національної академії мистецтв України (2004–2017; з 2009 — заступник директора з наукових питань). У 2018–2022 — професор кафедри теорії та історії мистецтва Національної академії образотворчого мистецтва і архітектури. З серпня 2022 — радник Президії Національної академії мистецтв України. Член редколегій низки наукових збірок Інституту проблем сучасного мистецтва НАМ України, член Вченої ради Національного заповідника «Софія Київська».
Лауреат Державної премії України в галузі архітектури (2006), Премії НАН України для молодих вчених (1995), Премії Київської організації Національної спілки художників України «Митець» імені Платона Білецького (2015). Відзначений Срібною медаллю НАМ України (2011), «Знаком Пошани» Київського міського голови (2011), Золотою медаллю НАМ України (2025).
У 2013–2018 — голова спеціалізованої вченої ради К 26.460.01 в Інституті проблем сучасного мистецтва Національної академії мистецтв України із захисту дисертацій на здобуття наукового ступеня кандидата мистецтвознавства зі спеціальності 26.00.01 «Теорія та історія культури».
Член Національної спілки художників України (з 2012) та Спілки урбаністів України (з 1995).
Член Українського ПЕН (2016).
Автор понад 800 опублікованих праць.[джерело?]

## Книги
- Пространственные окрестности теории архитектуры: Опыт архитектонической жестикуляции и культурный контекст. — Киев : НИИТИАГ, 1994. — 84 с. (рос.)
- Архитектоника книги, или Метемпсихоз библиофила: Архитектор И. Ф. Рерберг и отечественная книга 1930-х годов. — Киев: НИИТИАГ, 1995. — 44 с.: ил. (рос.)
- Архитектуроведческие этюды. — К. : НИИТИАГ, 1996. — 104 с. — ISBN 5-8238-0430-X. (рос.)
- Габричевский: Концепция архитектурного организма в мыслительном процессе 20-30-х годов. — К. : Изд. дом А. С. С., 1997. — 156 с.: ил. — ISBN 5-7707-8973-5. (рос.)
- Парадокс античности: Принцип художественно-пластической телесности античной архитектуры. — К. : НИИТИАГ, 1998. — 408 с. — ISBN 966-7452-02-6. (рос.)
- Юлиан Кулаковский и его время: Из истории антиковедения и византинистики в России. — К. : Изд. дом А. С. С., 2000. — 352, XXXII с. ил. — ISBN 966-7452-03-4. (рос.)
- Пуантилизм античного пространства, или Архитектура в эстетике Платона. — К. : Изд. дом А. С. С., 2000. — 56 с.: ил. — ISBN 966-7452-13-1. (рос.)
- Архитектор Иосиф Каракис: Судьба и творчество (Альбом-каталог к столетию со дня рождения) / А. А. Пучков, С. В. Бабушкин, Д. Б. Бражник, И. И. Каракис, И. И. Кизема, И. В. Несмиянова, А. С. Червинский. — К. : ОО СТАТУС; «Архитектурный союз»; СИМВОЛ-Т, 2002. — 102 с. — ISBN 966-95095-8-0. (рос.)
- Юлиан Кулаковский и его время: Из истории антиковедения и византинистики в России. — 2-е изд., перераб. и доп. — СПб. : Алетейя, 2004. — 478 с. — ISBN 5-89329-648-6. (рос.)
- http://elib.nplu.org/object.html?id=1791 [Архівовано 20 липня 2018 у Wayback Machine.]
- http://elib.nplu.org/object.html?id=3249 [Архівовано 20 липня 2018 у Wayback Machine.]
- http://elib.nplu.org/object.html?id=2316 [Архівовано 20 липня 2018 у Wayback Machine.]
- Sine quibus non: Портреты (Альбом авторских линогравюр). — К. : Изд. дом А+С, 2006. — 64 с.: ил. — ISBN 966-8613-05-8. (рос.)
- http://elib.nplu.org/object.html?id=1497 [Архівовано 20 липня 2018 у Wayback Machine.]
- http://elib.nplu.org/object.html?id=2317 [Архівовано 20 липня 2018 у Wayback Machine.]
- http://elib.nplu.org/object.html?id=1797 [Архівовано 20 липня 2018 у Wayback Machine.]
- http://elib.nlu.org.ua/object.html?id=2030 [Архівовано 18 вересня 2020 у Wayback Machine.]
- http://elib.nlu.org.ua/object.html?id=2212 [Архівовано 11 серпня 2020 у Wayback Machine.]
- http://elib.nplu.org/object.html?id=4222 [Архівовано 18 липня 2018 у Wayback Machine.]
- «Киев» Осипа Мандельштама в интонациях, пояснениях, картинках / Послесловие А. В. Босенко. — К. : ДУХ І ЛІТЕРА, 2015. — 216 с.: илл., цв. вкл.: 16 с. — ISBN 978-966-378-395-6. (рос.)
- О текстах, контекстах и предосудительностях: Пять литературоведческих забав / ИПСИ НАИ Украины. — К. : Феникс, 2016. — 128 с.: ил. — ISBN 978-966-136-326-6.
- Просто неба: Київські нариси / Малюнки С. Сімакової. — К.: ДУХ І ЛІТЕРА, 2017. — 304 с., з іл.; вкл. 16 с. — ISBN 978-966-378-512-7.
- Мистецтвознавець Григорій Павлуцький, перший український. — Нью-Йорк: Алмаз, 2018. — 144 с.: іл., портр. — ISBN 978-1-68082-011-9.

- «Киев» Осипа Мандельштама в интонациях, пояснениях, картинках / Послесловие А. В. Босенко. — Изд. 2-е, исправ., пересмотр. и доп. — Киев: ДУХ І ЛІТЕРА, 2015. — 224 с.: илл., цв. вкл.: 16 с. — ISBN 978-966-378-588-2
- Між навігаційними щоглами: Профілі українських мистецтвознавців (архітектура і візуальне мистецтво). — Киев: ДУХ І ЛІТЕРА, 2018. — 392 с.: 5 арк. портр. — (Серія «Постаті культури»). — ISBN 978-966-378-620-9
- Kulakovius: Киевский профессор римской словесности в стружках времени (Эпопея). — Нью-Йорк: Алмаз, 2019. — 1136 с.: 480 ил. — ISBN 1-68082-014-1
- Візантійські склепіння Юліана Кулаковського: Київські контексти / Пер. [з рос.] Катерини Станіславської. — Київ: ДУХ І ЛІТЕРА, 2020. — 336 с.: вкл. 16 с. — (Серія «Постаті культури»). — ISBN 978-966-378-748-0
- Тривкий тролінґ трикстера: Метадраматургія Олександра Корнійчука. – Київ: ДУХ І ЛІТЕРА, 2021. – 608 с.: 24 с. іл. — (Серія «Постаті культури»). — ISBN 978-966-378-839-5
- Габричевский и вокруг: Теория архитектурного организма 1920–1930-х. — Нью-Йорк: Алмаз, 2022. — 280 с.: ил. – ISBN 978-68082-018-8
- Архітектоніка античної культури: Мурування архітектурознавчого антикознавства. – Київ: ДУХ І ЛІТЕРА, 2022. – 448 с.: 42 іл. – ISBN 978-966-378-958-3
- Розмай / Studia humanitatis: Статті, есеї, портрети / За заг. ред. К. Станіславської. – Київ: ДУХ І ЛІТЕРА, 2024. – 336 с.: іл. – ISBN 978-617-8262-87-7
- Про архітектоніку архітектурознавчої книжки: Семантичний ореол бібліофільської доби в Akzidenzschrift-композиціях Івана Рерберга 1930-х / За заг. ред. К. Станіславської. Київ. клуб бібліофілів. – Київ: Да Вінчі, 2025. – 120 с.: іл.: 129. – ISBN 978-617-8241-23-0

## Вибрані статті
- «Кирилловские черновики» А. В. Прахова (декабрь 1880 — ноябрь 1881 гг.) // Сучасні проблеми дослідження, реставрації та збереження культурної спадщини / ІПСМ АМУ. — К. : Фенікс, 2007. — Вип. 4. — С. 153–294. (рос.)
- «Кстати, подумайте, не можете ли помочь…»: Письма М. О. Гершензона и два философских трактата Алексея Фёдоровича Селивачёва (1912–1919 гг.) // Сучасні проблеми дослідження, реставрації та збереження культурної спадщини / ІПСМ АМУ. — К. : Вид. дім А+С, 2006. — Вип. 3, ч. 2. — С. 147–192: ил. (рос.)
- «Но горе тем, кто слышит, как в словах заигранные клавиши фальшивят»: И. Ф. Анненский и Ю. А. Кулаковский // Сучасні проблеми дослідження, реставрації та збереження культурної спадщини / ІПСМ НАМ України. — К. : Фенікс, 2012. — Вип. 8. — С. 431–450. (рос.)
- «Тектоника эллинов» Карла Бёттихера в «Пропилеях» Павла Леонтьева // Сучасні проблеми дослідження, реставрації та збереження культурної спадщини / ІПСМ НАМ України. — К. : Фенікс, 2012. — Вип. 8. — С. 409–430.
- Contra Michaelem Gasparovum: Correctio ad rationem annalem in «Graecia curiosa» // Містобудування та територіальне планування. — К. : КНУБА, 2006. — Вип. 25. — C. 203–213. (рос.)
- In memoriam: Михайло Леонович Гаспаров // Мова та історія. — К., 2005. — Вип. 85: In memoriam: Михайло Леонович Гаспаров (1935–2005) / Ред. вип. А. О. Пучков. — С. 4–23.
- Архитектура романтической иронии как пластическое основание гротескной культуры (Преддверия А. Г. Габричевского) // Гуманізм і духовність в контексті культури. Кн. 1. Духовність у гуманістичних виявах творчості. — Дрогобич: Дрогоб. держ. пед. ін-т ім. Івана Франка, 1995. — С. 222–230. (рос.)
- Архитектурная форма античности как организованный хаос бытия // Региональные проблемы архитектуры и градостроительства. — Одесса: Астропринт, 2005. — Вып. 7/8. — С. 524–535. (рос.)
- Архитектурный текст Гоголя как диалог: Риторические фигуры архитектурной формы и зритель // The Seventh International Bakhtin Conference, Moscow, June 26-30: Book 1/2. — М. : Moscow State Pedagogical University, 1995. — Book 2. — P. 233–240. (рос.)
- Архитектурный экфрасис Марциала: К постановке проблемы практического применения в архитектуроведении идио-номографического метода // Містобудування та територіальне планування. — К. : КНУБА, 2008. — Вип. 31. — С. 294–311. (рос.)
- Архітектурна практика України у пошуках перерваної традиції: 1991—2006 роки. Парадоксальні спостереження // Нариси з історії образотворчого мистецтва України XX століття / ІПСМ АМУ. — К. : Інтертехнологія, 2007. — Кн. 2. — С. 482–557.
- Гете і Габричевський: Міжвідомчі історико-культурні спостереження // Сучасні проблеми дослідження, реставрації та збереження культурної спадщини / ІПСМ АМУ. — К. : Хімджест, 2010. — Вип. 7. — С. 177–278.
- Дедуктивные высоты эмпирея и эмпирическая действительность: Гиперболические повороты Олега Боднара // Шлях до гармонії: Мистецтво + математика. Тематичний зб. — Львів: Львів. нац. акад. мистец., 2007. — С. 76–88. (рос.)
- До питання про соціальний першообраз, екзистенційний сенс та художню виразність архітектурної форми // Технічна естетика і дизайн: Міжвідомч. наук.-техн. зб. — К. : ВІПОЛ, 2002. — Вип. 2. — С. 71–77.
- Древнегреческий архитектор: Реконструкция творческой практики как интерпретация нетворческого ремесла // Сучасні проблеми дослідження, реставрації та збереження культурної спадщини / ІПСМ АМУ. — К. : Фенікс, 2008. — Вип. 5. — С. 203–272. (рос.)
- Живое вещество архитектурного процесса: Об одной мыслительной коллизии архитектуроведческого исследования // Теорія та історія архітектури і містобудування: Зб. наук. праць. — К. : НДІТІАМ, 1998. — Вип. 3: На честь Григорія Никоновича Логвина. — С. 52–59. (рос.)
- Забытая тектология архитектуры: Маленький трактат А. В. Розенберга «Философия архитектуры» 1923 года и большое современное архитектуроведение // Сучасні проблеми дослідження, реставрації та збереження культурної спадщини / ІПСМ АМУ. — К. : Хімджест, 2010. — Вип. 7. — С. 279–317. (рос.)
- Искусствоведческие штудии Ф. И. Шмита в контексте современной эстетики // Самватас. — 1993. — № 8. — С. 82–87. (рос.)
- К выяснению принципа изобразительной обнаженности скульптур древнегреческих божеств // Художня культура: Актуальні проблеми: Науковий вісник / ІПСМ АМУ. — К. : Вид. дім А+С, 2006. — Вип. 3. — C. 427–431. (рос.)
- К ренессансным умозрениям Эрвина Панофски: Опыт культурологических инъекций // Философская и социологическая мысль. — 1993. — № 11/12. — С. 134–153 (соавт. М. Б. Кушнарёва). (рос.)
- Классика и классицизм: Риторическая практика архитектурной теории // А. С. С. — 2002. — № 8 (40). — С. 83–85. (рос.)
- Майстерність інтервалу, або Generalized Other Віктора Сидоренка // Сучасне мистецтво: Наук. зб. / ІПСМ НАМ України. — К. : Фенікс, 2012. — Вип. 8. — С. 61–72.
- Металопластика в архітектурі Києва на зламі ХІХ-ХХ століть // Архітектура України. — 1992. — № 1. — С. 34–36: іл. (рос.)
- Метафора «государство — корабль — храм — птица» в древнегреческой культуре: Архитектуроведческие пролегомены // Региональные проблемы архитектуры и градостроительства. — Одесса: Астропринт, 2002. — Вып. 3/4. — С. 228–240. (рос.)
- Метафора та метонімія як джерело античної архітектурної термінології // Архітектурна спадщина України. — К. : Головкиївархітектура; НДІТІАМ, 2002. — Вип. 5: Традиції та новаторство у містобудуванні України / За ред. В. І. Тимофієнка та А. О. Пучкова. — С. 307–313 (соавт. П. Я. Махлин).
- Мистецтвознавча особистість і доля її спадщини: Про Григорія Григоровича Павлуцького // Мистецтвознавство України: Зб. наук. пр. — К. : Фенікс, 2012. — Вип. 12. — С. 353–358.
- Моделирование истории архитектуры как ее реконструкция и герменевтический акт // Сучасні проблеми архітектури та містобудування: Зб. наук. праць. — К. : КНУБА, 2005. — Вип. 14. — С. 56–61. (рос.)
- Небоскреб как расшевеление окоченевшей традиции // Сучасне мистецтво: Наук. зб. / ІПСМ АМУ. — К. : ІПСМ АМУ; КЖД «Софія», 2009. — Вип. 6. — С. 233–238. (рос.)
- Николай Иванович Брунов, архитектурологический компаративист: Очерк из истории архитектуроведения // Сучасні проблеми дослідження, реставрації та збереження культурної спадщини / ІПСМ НАМ України. — К. : Фенікс, 2012. — Вип. 8. — С. 390–403. (рос.)
- О живописи в театральном пространстве древней Греции: К лекции Г. Г. Павлуцкого «Скенография у греков» // Теорія та історія архітектури і містобудування: Зб. наук. праць. — К. : НДІТІАМ, 2002. — Вип. 5: На честь Олени Марківни Годованюк. — С. 374–386. (рос.)
- О поэтике, логике и диалектике архитектуроведения // Региональные проблемы архитектуры и градостроительства. — Одесса: Астропринт, 2000. — Вып. 2. — С. 139–143. (рос.)
- О принципах и границах применимости термина «поэтика» в архитектуроведении // Региональные проблемы архитектуры и градостроительства. — Одесса: Астропринт, 2005. — Вып. 7/8. — С. 344–353. (рос.)
- Орнаментальні реалії О. М. Ґінзбурга й архітектурознавчі споглядання О. Г. Габричевського: Спроба методологічних кореляцій і культурний контекст // Архітектурна спадщина України. — К. : НДІТІАМ, 1994. — Вип. 1: Маловивчені проблеми історії архітектури та містобудування. — С. 180–187.
- Отечественная архитектурная эстетика 1920-х годов ([А. Г. Габричевский, А. И. Некрасов, С. В. Шервинский): Опыт создания паралогического контекста // Архитектура Мира: Материалы конф. НИИТАГ РААСН «Запад — Восток: Личность в истории архитектуры». — М. : Architectura, 1995. — Вып. 4. — С. 45–50. (рос.)
- Почему же современное искусство хорошо // А. С. С. — 2000. — № 4. — С. 92–94. (рос.)
- Пространство Византии: Постановка проблемы «архитектуры гротеска» в контексте византийской истории XIII — первой половины XV веков // Самватас. — 1992. — № 7. — С. 143–183. (рос.)
- Разбирая глаголицу: О традиционности современного искусства // Воля к Безмерному: Опыт постижения метафизического [Ukrainian Art Today Kiev — Paris: Каталог выставки] / Главное управление культуры и искусств КГГА; Киев. музей русского искусства; Благотв. фонд «Культура Украины и мир»; Междунар. арт-студия Украины; ИПСИ АИУ; Авт. идеи и куратор А. Клименко; Куратор Т. Ли. — К. : Оранта, 2008. — С. 50–57. (рос.)
- Стильоспадкоємність радянської архітектури (1920-ті — початок 1990-х): Спроба побудови соціальної матриці // Нариси з історії образотворчого мистецтва України XX століття: У 2 кн. / ІПСМ АМУ. — К. : Інтертехнологія, 2007. — Кн. 2. — С. 77–94.
- Театралогия пространства: Опыт мифологической интервенции // Философская и социологическая мысль. — 1992. — № 9. — С. 16–36. (рос.)
- Текстова презентація архітектурного образу як мотив світової літератури // Актуальні проблеми мистецької практики і мистецтвознавчої науки (Мистецькі обрії ’2012): Зб. наук. праць / ІПСМ НАМ України. — К. : Фенікс, 2012. — Вип. 4 (14–15). — С. 310–317.
- Тектоническая многомерность культуры барокко: Искусствоиспытательский ракурс // МІСТ: Мистецтво. Історія. Сучасність. Теорія. — К. : Фенікс, 2012. — Вип. 8. — С. 260–269. (рос.)
- Теоретична спадщина української містобудівної школи // Теорія та історія архітектури [Юбилейный сборник к 50-летию НИИТИАГ]. — К. : НДІТІАМ, 1995. [— Вип. 1.] — С. 117–128 (соавт. В. В. Владимиров, Москва). (рос.)
- Филиация утопических прибежищ космополита в эллинском полисе и римском городе // Містобудування та територіальне планування. — К. : КНУБА, 2009. — Вип. 32. — С. 368–376. (рос.)
- Эпистолярий искусствоведа как охранительная основа культурной памяти: Письма члена-корреспондента АН СРСР А. А. Сидорова // Сучасні проблеми дослідження, реставрації та збереження культурної спадщини / ІПСМ АМУ. — К. : Муз. Україна, 2004. — Вип. 1. — С. 127–156. (рос.)
- Юлиан Кулаковский и его «История Византии» в пространствах российского византиноведения: Последний классик летописного жанра и культура жанра // Кулаковский Ю. А. История Византии. Т. 1: 395—518 годы. — 3-е изд., исправ. и доп. — СПб: Алетейя, 2003. — С. 5–48. (рос.)
- Язык архитектуры как феноменологическая авантюра (Неопубликованные тезисы об аттракционах архитектурной формы) // Самватас. — 1992. — № 5. — С. 351–355. (рос.)

## Титульний редактор
- Габричевский А. Г. Теория и история архитектуры: Избранные сочинения / Под общ. ред. А. А. Пучкова. — Киев: Самватас, 1993. — XLIV, 258 с. — ISBN 5-8238-0151-3.
- Кулаковский Ю. А. Школа и мировоззрение Авита, епископа Вьеннского /  Вступ. ст., подгот. текста и коммент. А. А. Пучкова. — Киев: Изд. дом АСС, 1999. — XXVIII, 48 c. — ISBN 966-7452-19-0.
- Уманцев Ф. С. Этюды по теории и истории архитектуры и искусства / Под общ. ред. А. А. Пучкова. — Киев: Главкиевархитектура; НИИТИАГ, 2001. — XII, 352 c. — ISBN 966-7452-31-X.
- Кулаковский Ю. А. Эсхатология и эпикуреизм в античном мире: Избранные работы / Вступ. ст., подгот. текста и коммент. А. А. Пучкова. — С.-Петербург: Алетейя, 2002. — 256 с. — ISBN 5-89329-461-0.
- Кулаковский Ю. А. История Византии / [Науч. ред. А. А. Пучков]: В 3 т. — 3-е изд., исправ. и доп. — С.-Петербург: Алетейя, 2003. — Т. 1: 395—518 годы. — 492 с. — ISBN 5-89329-618-4; Т. 2: 518—602 годы. — 400 с. — ISBN 5-89329-619-2; 2004. — Т. 3: 602—717 годы. — 352 с. — ISBN 5-89329-647-8.
- Кулаковский Ю. А. История римской литературы от начала Республики до начала Империи в конспективном изложении / Изд. подгот. А. А. Пучков. — Киев: Изд. дом А+С, 2005. — LXVI, 260 c.] — ISBN 966-8613-11-2.
- Чепелик В. В. Бесіди про українську архітектуру / За заг. ред. А. О. Пучкова. — Київ: Фенікс, 2013. — 224 с.: 155 іл. — ISBN 978-966-136-111-8.
- Дрофань Любов. Дев'ятнадцяте грудня 1915 року: Один день в історії / За заг. ред. проф. А. О. Пучкова. — Київ: Фенікс, 2014. — 208 с.: іл. — ISBN 978-966-136-2-07-8.
- Гамалія Катерина. Архітектурно-урбаністичний канон в культурі від давнього світу до середньовіччя / Відп. ред. проф. А. О. Пучков. — Київ: Фенікс, 2017. — 312 с. — ISBN 978-966-136-483-6.
- Селивачёв А. Ф. «Психология юдофильства» и другие сочинения / Под науч. ред. проф. А. А. Пучкова; Редкол.: К. Г. Максимович, А. А. Пучков, М. Р. Селивачёв и др. — Нью-Йорк: Алмаз, 2021. — 536 с.: ил. — ISBN 978-1-68082-017-1.
- Шміт Ф. Мистецтво: його психологія, його стилістика, його еволюція / Вступ. ст., пер. з рос., комент. та додатки Андрія Пучкова; За заг. ред. Катерини Станіславської. — Київ: Дух і Літера, 2023. — 456 с.: 40 іл. — ISBN 978-617-8262-09-9.
- Утевська П., Горбачов Д. Будинок із левами: Нариси історії українського візуального мистецтва XI—XX століть / За заг. ред. Андрія Пучкова. — Київ: Дух і Літера, 2024. — 568 с.: іл. — ISBN 978-617-8262-23-5.
- Скуратівський Вадим. От із такого ми світу: Спомини і розмисли / Підгот. тексту С. Сімакової; Передм., наук. ред. та прим. А. Пучков. — Київ: Дух і Літера, 2024. — 440 с.: іл. — ISBN 978-617-8262-76-1.